# Sankt Martin im Sulmtal
Sankt Martin im Sulmtal (St. Martin im Sulmtal) – gmina w Austrii, w kraju związkowym Styria, w powiecie Deutschlandsberg. Liczy 3052 mieszkańców (1 stycznia 2015).

## Współpraca
Miejscowość partnerska:
- Krempe, Niemcy